# Paul Wolff
Paul Wolff (19. února 1887 Mylhúzy, Německá říše – 10. dubna 1951 Frankfurt nad Mohanem) byl německý fotograf a průkopník v oblasti kinofilmové fotografie. Jako uznání za své fotografické úspěchy průkopníka fotografie Leica obdržel v roce 1936 od společnosti Ernst Leitz dvousettisící Leicu.

## Život
Už ve dvanácti letech nadšeně fotografoval deskovým fotoaparátem. Po absolvování školy nejprve studoval medicínu, v roce 1914 se habilitoval ve Štrasburku, stal se asistentem lékaře a v roce 1914 byl povolán k vojenské službě. Po první světové válce byl v roce 1919 vypovězen ze Štrasburku, který byl nyní opět součástí Francie. Přestěhoval se do Frankfurtu nad Mohanem. Tam zpočátku pracoval v kopírovací továrně finančně slabé filmové společnosti. S filmovou kamerou, kterou si sám koupil, začal zpočátku pracovat na zakázku pro filmovou společnost, ale brzy se stal živnostníkem.
Pro projekt New Frankfurt produkoval filmy a fotografoval osady. Paul Wolff přešel od filmů zpět k fotografii. Pracoval s deskovou kamerou o formátu 18 × 24 cm a měl dostatek zakázek. V roce 1926 na mezinárodní výstavě fotografií ve Frankfurtu vyhrál svou první Leicu, což mělo trvalý vliv na zbytek jeho života. Nejprve, když dokončil svou práci velkoformátovým fotoaparátem, na tržištích, v uličkách a po cestě s Leicou „ležérně“ pořizoval malé pěkné scény. Zdokonalil svou techniku a brzy přitahoval pozornost v časopisech svými živými 35mm fotografiemi. Zrodil se dynamický uvolněný styl 35mm fotoaparátu. V roce 1927 hledal ideálního zaměstnance a našel ho ve svém obchodním partnerovi Alfredu Tritschlerovi. Oba pak ve Frankfurtu nad Mohanem založili společnost Dr. Paul Wolff a Tritschler. Průlom Paula Wolffa jako fotografa nastal v roce 1933. Firma Leitz si u něj objednala 100 zvětšenin ve formátu 40 × 60 cm pro výstavu Kamera, která pak obletěla svět jako putovní výstava. První vydání Meine Erfahrungen mit der Leica vyšlo v roce 1934. Tato kniha, přeložená do čtyř jazyků, se stala jedním ze standardních fotografických děl. Ve stejném roce podnikl Paul Wolff cestu do tehdejšího regionu Sárska. Při této příležitosti byly pořízeny poutavé fotografie lidí, každodenního života, krajiny a průmyslových zařízení, jako jsou Železárny ve Völklingenu. V roce 1936 Paul Wolff a jeho kolega Alfred Tritschler fotografovali letní olympijské hry a následně vydali knihu Co jsem viděl na olympijských hrách 1936, vydanou ve čtyřech jazycích.
Wolff nejen fotografoval Leicou, ale i nadále používal velkoformátové fotoaparáty, nejlépe ve formátu 9 × 12 cm pro venkovní záběry s širokoúhlým objektivem Schneider Angulon 120 mm.
V roce 1940 vydal Paul Wolff první německou průmyslově ilustrovanou knihu v barvě. Im Kraftfeld von Rüsselsheim vyšlo v nákladu 55 000 výtisků; Ve stejném roce vydal první vydání Meine Erfahrungen mit der Leica farbig. V roce 1944 byl jeho dům ve Frankfurtu zničen bombovým útokem a velké části jeho archivu obrazů desek byly zničeny; zůstal pouze externí archiv 35mm snímků. Frankfurtský institut pro městskou historii uchovává rozsáhlou sbírku fotografií starého města Frankfurtu, které zmizelo v roce 1944, pořízených v letech 1927 až 1943. V letech 1949-50 fotografoval pro Umschau-Verlag ilustrovanou knihu Deutschland - ein Bildband von deutscher Landschaft, ihren Städten, Dörfern und Menschen, která mimo jiné ukazuje Alsfeld.
Po jeho smrti pokračoval ve vedení jeho obrazového archivu spoluvýkonný ředitel Alfred Tritschler Dr. Paul Wolff & Tritschler. V roce 1963 ji převzal synovec Alfreda Tritschlera Robert Sommer v Offenburgu, který ji nadále úspěšně provozoval a v roce 1979 předal svému synovi Thomasi Sommerovi. Archiv snímků dnes pokrývá období od roku 1927 do roku 1970 a má inventář negativů kolem 500 000 snímků.
Wolffův hrob je na hlavním frankfurtském hřbitově Gewann II GG 17a.
První manželství Paula Wolffa bylo s Helene Dörr (1887–1959). Syn Klaus Heinrich Wolff se narodil ve Štrasburku 1. května 1916 († 1988). Wolffův druhý syn Stephan Wolff (* 1943) pocházel z druhého manželství s Annette Beigerovou (1906-2002).
Wolff měl vřelé přátelství s konstruktérem firmy Leica, Oscarem Barnackem. Byl také osobně propojen s vedoucím Leitzwerke Ernstem Leitzem.

## Dílo
V roce 1929 studoval u Karla Roberta Langewiesche v Königsteinu, vydaná kniha From Zoological Gardens v sérii Blauen Bücher rychle dosáhla několika vysokých počtů vydání. Wolffovým projektem „botanické fotografické studie“, který v roce 1929 okamžitě navrhl nakladateli Langewiesche a který vyšel v roce 1931 pod názvem Formen des Lebens, se vědomě zabýval protagonisty Nové vize, jako byli Karl Blossfeldt, Ernst Fuhrmann nebo Albert Renger-Patzsch. Ve své knize Sonne über See und Strand fotografoval především lidi a vytvořil krásný současný dokument o módě 40. let. Ttitulky v knize jsou vytištěny ve třech jazycích.
Agenturní fotografie Wolffa a Tritschlera poskytly mnohé, co odpovídalo lidovému vkusu: počínaje módou, reklamou a zátišími, přes architektonické, průmyslové a krajinářské fotografie až po reportáže z cest a sportovní fotografie. Využili stylové prostředky Nové věcnosti, získali zkušenosti s estetikou národního socialismu a na dálku zdokumentovali rozbombardovaný Frankfurt.

## Výstavy
- Výstava fotografií v Německu: Moje zkušenosti s Leicou, s 207 černobílými zvětšeninami, výstavní brožura, červenec 1933.
- Putovní výstava fotografií v USA: Washington, Philadelphia, Detroit, Chicago, Pittsburg, Boston a New York, 1935.
- Výstava fotografií v městském archivu Frankfurt: Frankfurt jak to bylo, 1980.
- Výstava fotografií v Leica Gallery ve Wetzlaru, vzpomínková výstava k 30. Výročí úmrtí Dr. Paul Wolff, 1980.
- Putovní výstava po Švýcarsku: Lichtensteig, Bern a Ženeva, mistrovské fotografie s Leicou z let 1927–1947, 1982–1983.
- Výstava fotografií ve frankfurtském městském archivu: Frankfurt nad Mohanem – pořízená Leica, ke stému. narozeniny Dr. Paul Wolff, 1987.
- Putovní výstava ADAM OPEL AG: Dr. Paul Wolff - průkopník 35mm fotografie - fotografie 1927–1939, Rüsselsheim, Kaiserslautern, Stuttgart a Bochum, 1989–1990.
- Výstava v galerii Frankfurter Sparkasse, Frankfurt: Dr. Paul Wolff - průkopník Leica ve Frankfurtu nad Mohanem (1925–1950) - panoráma města - časový obraz - lidé, 1989.
- Výstava fotografií v Japonsku: K 1. výročí znovusjednocení Německa - Historie Německa v obrazech, Tokio a Ósaka, 1991.
- Výstava Flughafen AG, Frankfurt nad Mohanem: Dr. Paul Wolff – Frankfurtské letiště a přístav vzducholodí ve 30. letech 20. století, 1991.
- Výstava fotografií v muzeu Ober-Ramstadt: reklamní fotografie pro Röhr, 1992.
- Výstava v galerii Leica v Solms: Automobil 30. let aneb užívat si auto s vášní a láskou, 1993.
- Výstava fotografií v Institutu pro dějiny měst Frankfurt/M. u příležitosti zničení starého města Frankfurt v březnu 1944, 1994.
- Výstava v Historickém muzeu ve Frankfurtu/M. : Paul Wolff (1887–1951) – fotografie a reportáže z let 1925–1950, 1995.
- Výstava v Nadaci Elisabeth Schneider ve Freiburgu o fotografiích Dr. Paul Wolff 1928-1945, 1999.
- Výstava v Nadaci Elisabeth Schneider ve Freiburgu o fotografiích Dr. Paul Wolff – Olympijské hry 1936, 2000.
- Leica Gallery, New York, padesát let po jeho smrti, 2001
- Suermondt-Ludwig-Museum, Aachen, 2003.
- Výstava fotografií v GALLERIES v Offenburgu, Dr. Paul Wolff – Přichází nová doba, 2003.
- Světové dědictví železáren Völklingen, Völklingen/Saar 2004.
- Galerie argus fotokunst, Berlín, 2004.
- Brennet Textile Museum/Weir South Baden, stálá expozice Photocycle Brennet AG 1941.
- Výstava v muzeu Ernsta Leitze, Wetzlar: Dr. Paul Wolff & Tritschler: Světlo a stín – Fotografie 1920 až 1950, 2019.

## Publikace
- Alt-Straßburg. 30 Reproduktionen nach Aufnahmen von Paul Wolff. Rasch, Straßburg 1912.
- Alt-Straßburg. 36 Reproduktionen nach Aufnahmen von Paul Wolff. Neue Folge. Rasch, Straßburg 1914.
- Alt-Frankfurt. Vierzig Bilder nach Aufnahmen von Paul Wolff. Englert & Schlosser, Frankfurt 1923.
- Aus Zoologischen Gärten. Lichtbildstudien. Langewiesche, Königstein i. Ts. 1929. Nachauflagen bis 1965.
- Formen des Lebens. Botanische Lichtbildstudien. Vorbemerkungen und Hinweise von Martin Möbius. Langewiesche, Königstein i. Ts. 1931. Nachauflagen 1933, 1935, 1940 und 1957 (letztere überarbeitet von Friedrich Markgraf); 2002 Reprint der Erstausgabe, hrsg. v. der Albertina in Wien mit einführendem Essay von Rainer Stamm sowie S. 137–160 Anhang zur Editionsgeschichte nebst Dokumentation aller Rezensionen, Dokumentation ausgeschiedener, hinzugekommener und vorgesehener Aufnahmen, ISBN 978-3-7845-2480-1.
- Meine Erfahrungen mit der Leica. Ein historischer Querschnitt aus fast 10 Jahren Leica-Photographie. Bechhold/Inh. Breidenstein, Frankfurt nad Mohanem 1934.
- Ins Land der Franken fahren … Eine Mainreise. Bilder von Paul Wolff. Verhagen & Klasing, 1934.
- Sonne über See und Strand. Bechhold, Frankfurt nad Mohanem 1936.
- Skikamerad Toni. Winterfahrten um Garmisch-Partenkirchen. 1936.
- Was ich bei den Olympischen Spielen 1936 sah. 1936.
- mit Alfred Tritschler (fotografie), Carl Wiskott (text): Griechenland im Auto erlebt. Bruckmann, München 1936.
- mit Alfred Tritschler (fotografie), Paul Georg Ehrhardt (text): Arbeit! Volk und Reich, Berlin 1937.
- Grossbild oder Kleinbild? Ergebnisse einer Fotofahrt durch Franken an die Donau. Bechhold/Inh. Breidenstein, Frankfurt nad Mohanem 1938.
- Kleine Italienfahrt. Ein Bilderwerk von Paul Wolff. Specht, Berlin 1938.
- Im Kraftfeld von Rüsselsheim. Mit 80 Farbfotos von Paul Wolff. Knorr und Hirth, München 1940.
- mit Alfred Tritschler (fotografie), Alfons Paquet (text): Der Rhein. Vision und Wirklichkeit. Düsseldorf 1940.
- Meine Erfahrungen… farbig. Breidenstein, Frankfurt nad Mohanem 1942.
- mit Alfred Tritschler (fotografie), Adolf Reitz (text): Vorstoß ins Unsichtbare. Ulm 1948.
- mit Alfred Tritschler (fotografie), Eberhard Beckmann (text): Germany. A series of photos of the U.S.-Zone, its towns and villages, their past and present. Frankfurt nad Mohanem 1948. 2. Auflage 1949.
- mit Alfred Tritschler (fotografie), Erich Walch (text): Schönheit am Wege. Heering, Seebruck am Chiemsee 1949.
- mit Alfred Tritschler, Hans Saebens u. a. (fotografie), Eberhard Beckmann, Harald Busch (Texte): Deutschland: Süden, Westen, Norden. Ein Bildband von dt. Landschaft, ihren Städten, Dörfern u. Menschen. Frankfurt nad Mohanem 1950.

## Galerie

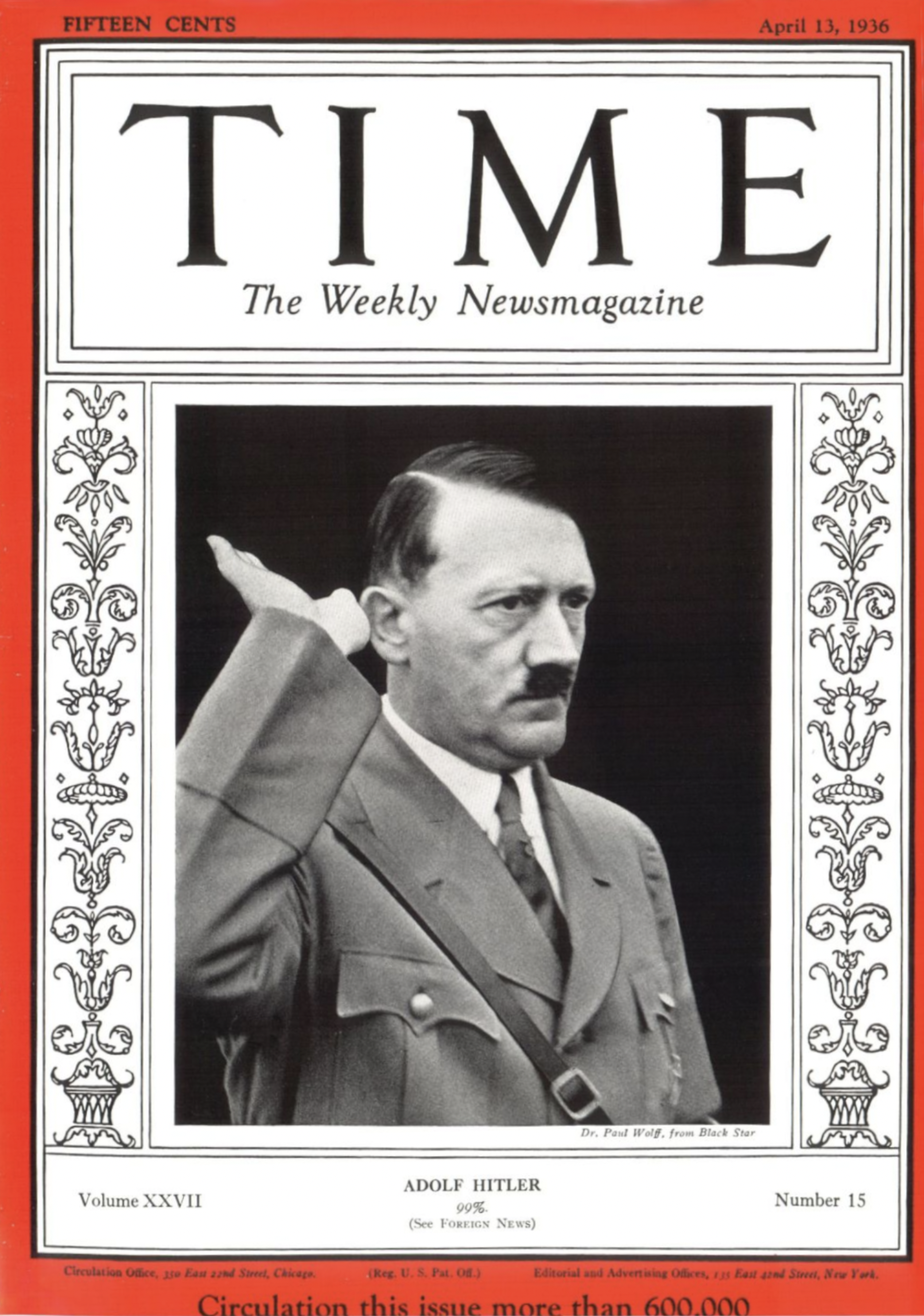
Adolph Hitler, Time Magazine, 13. dubna, 1936
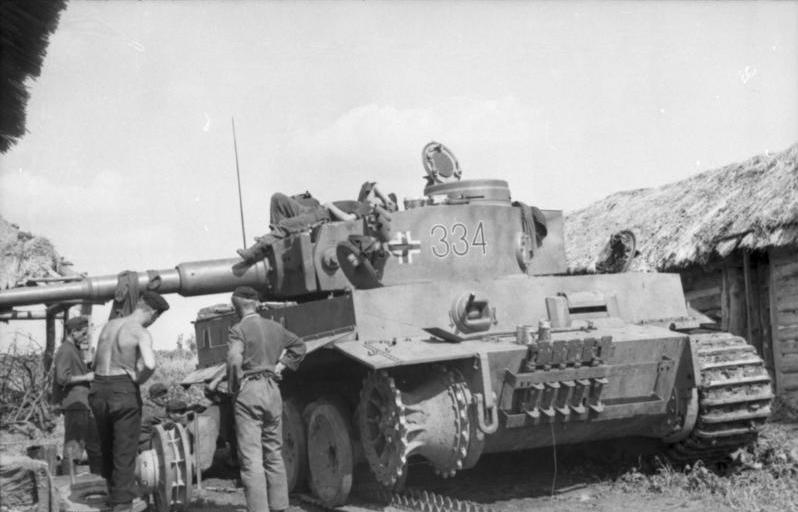
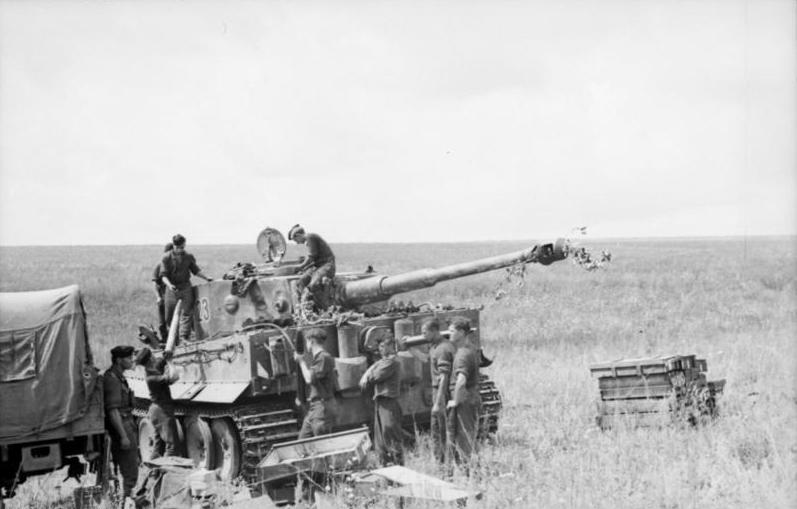
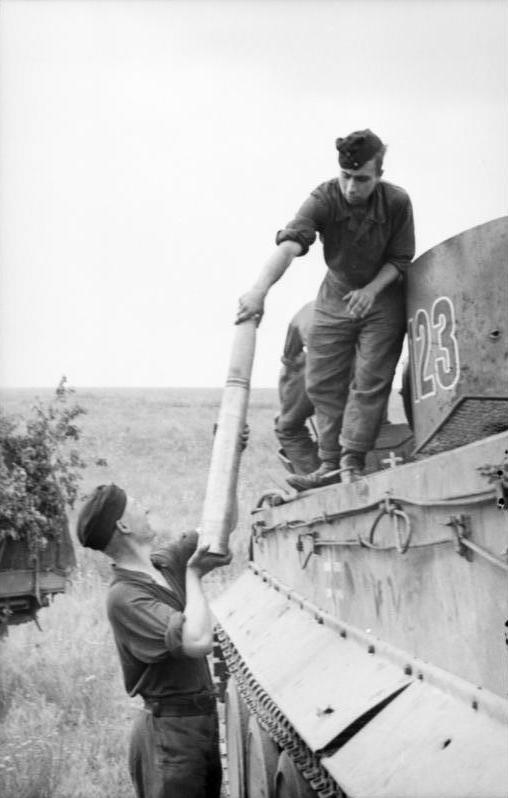
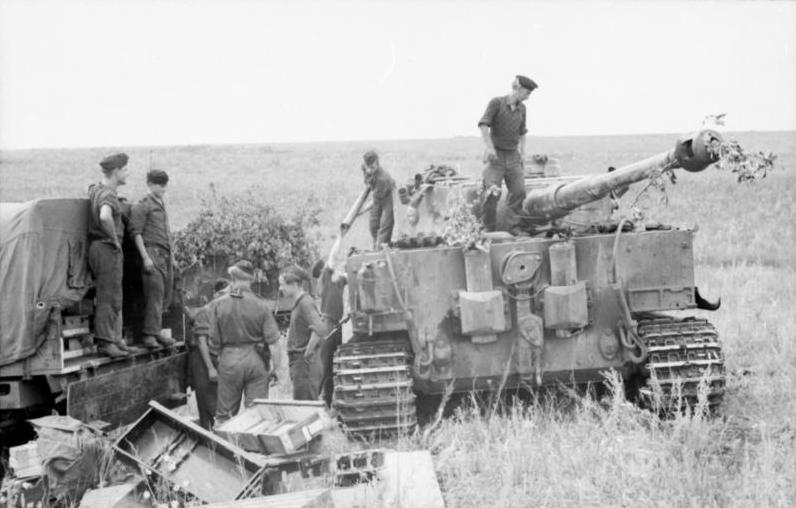
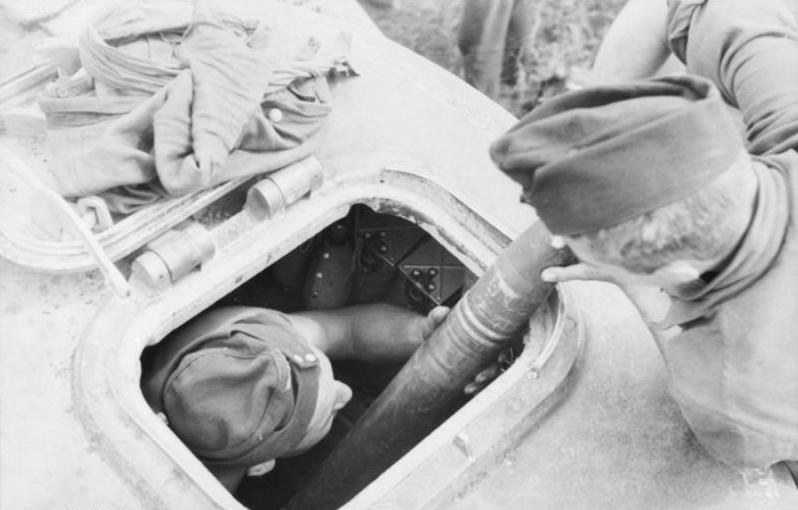
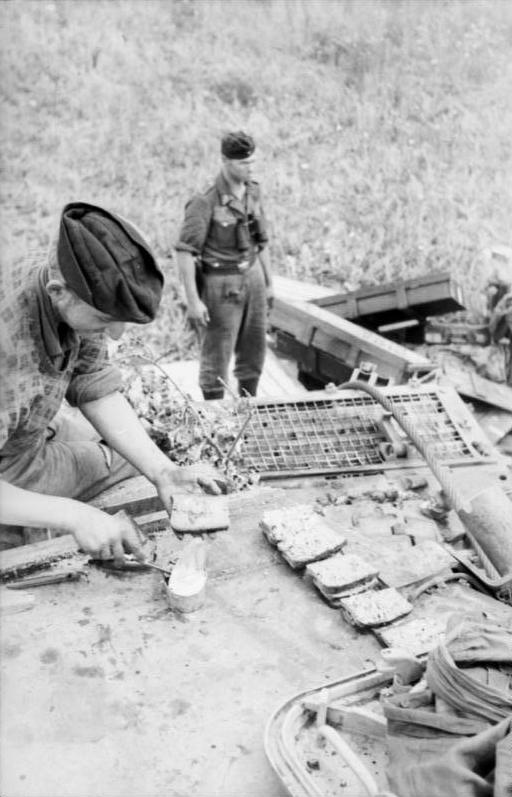
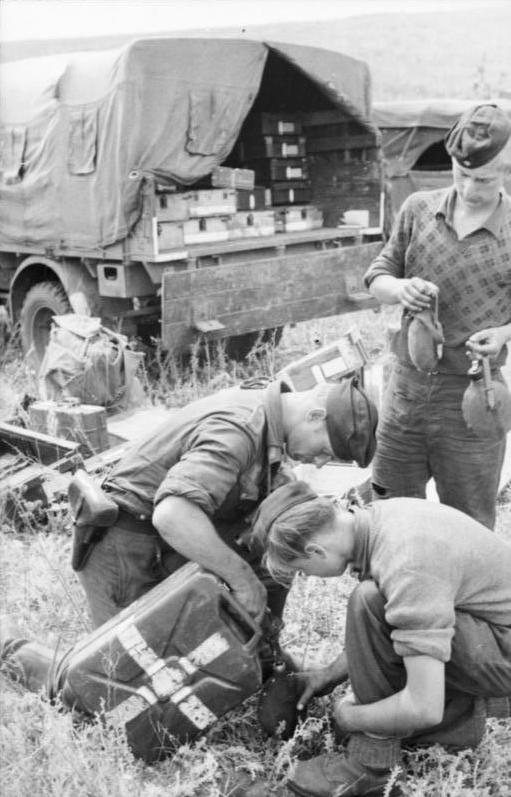
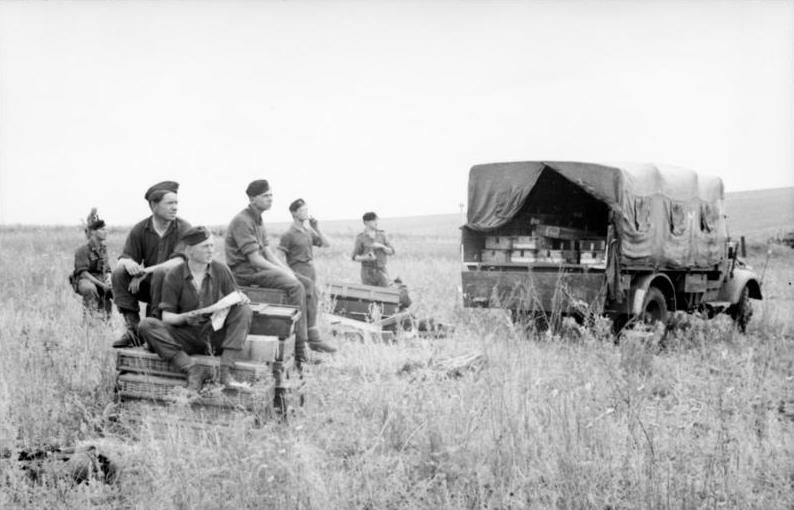
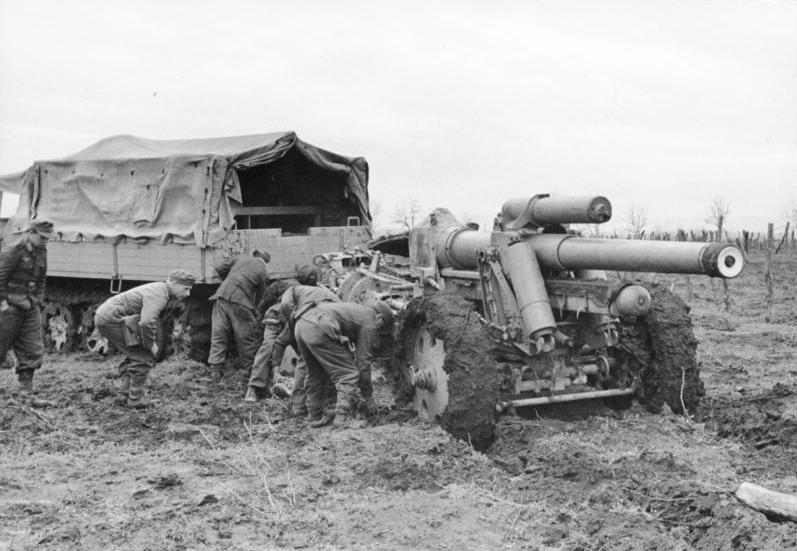
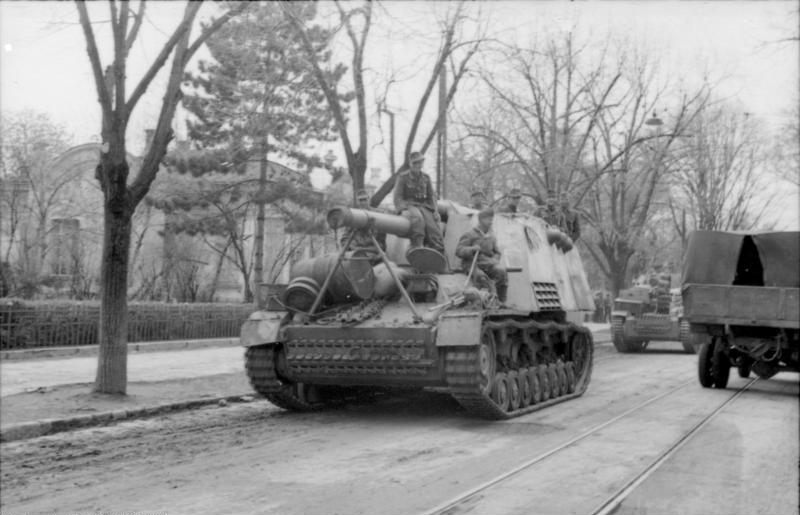
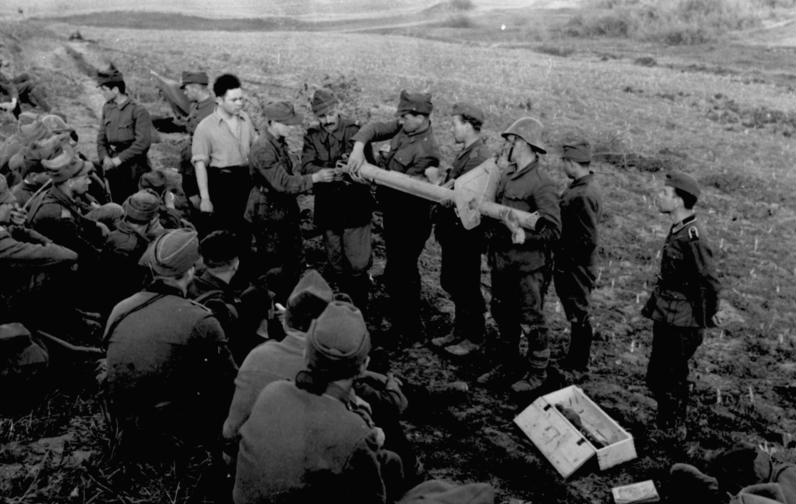
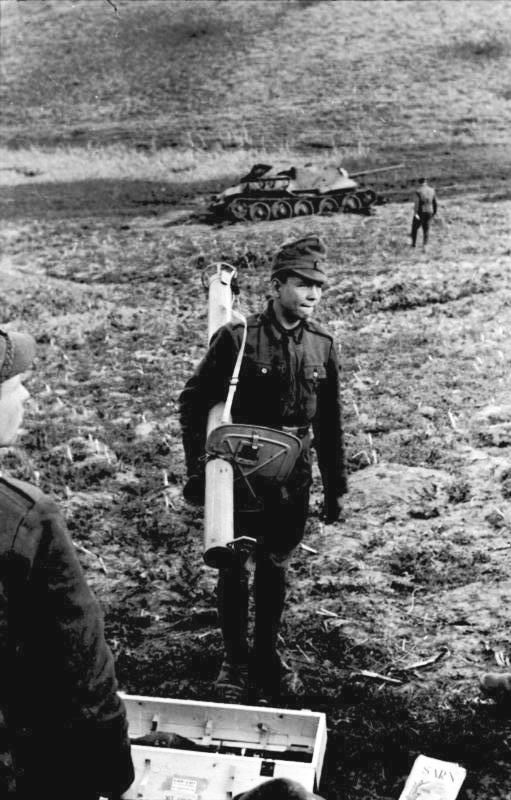
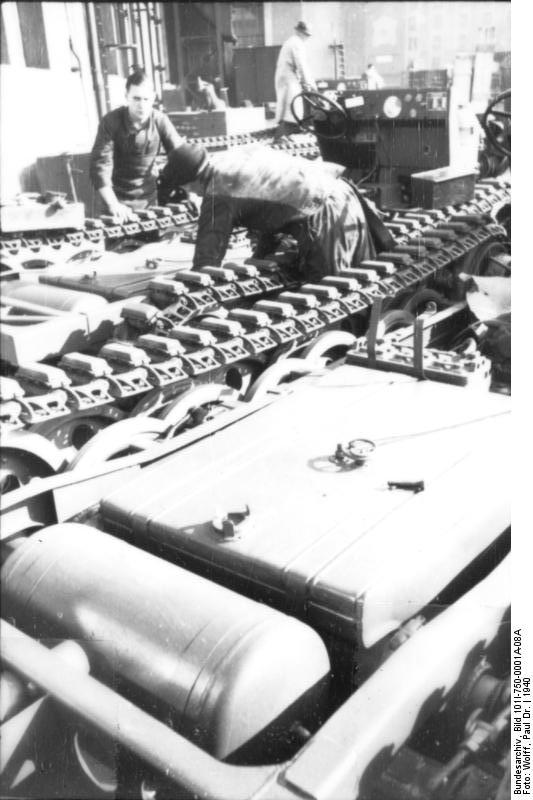
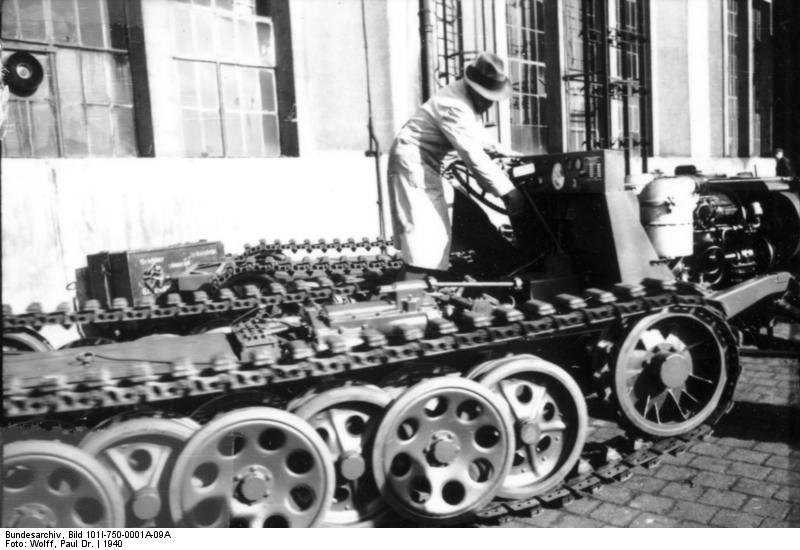
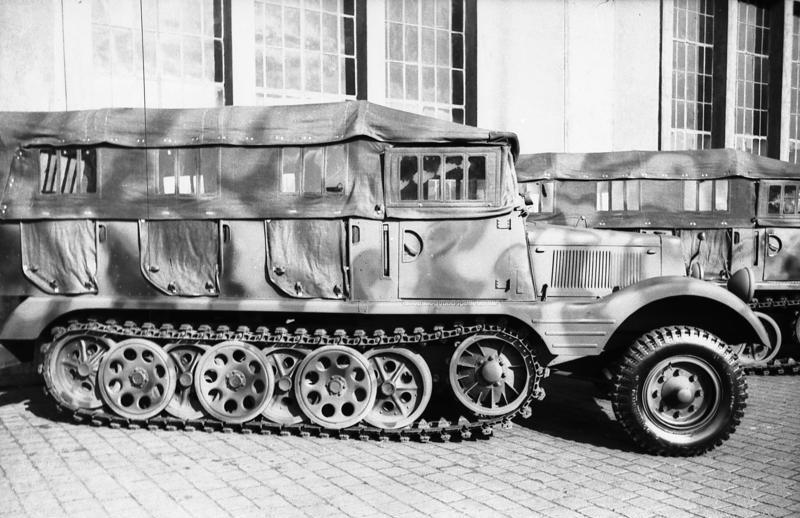
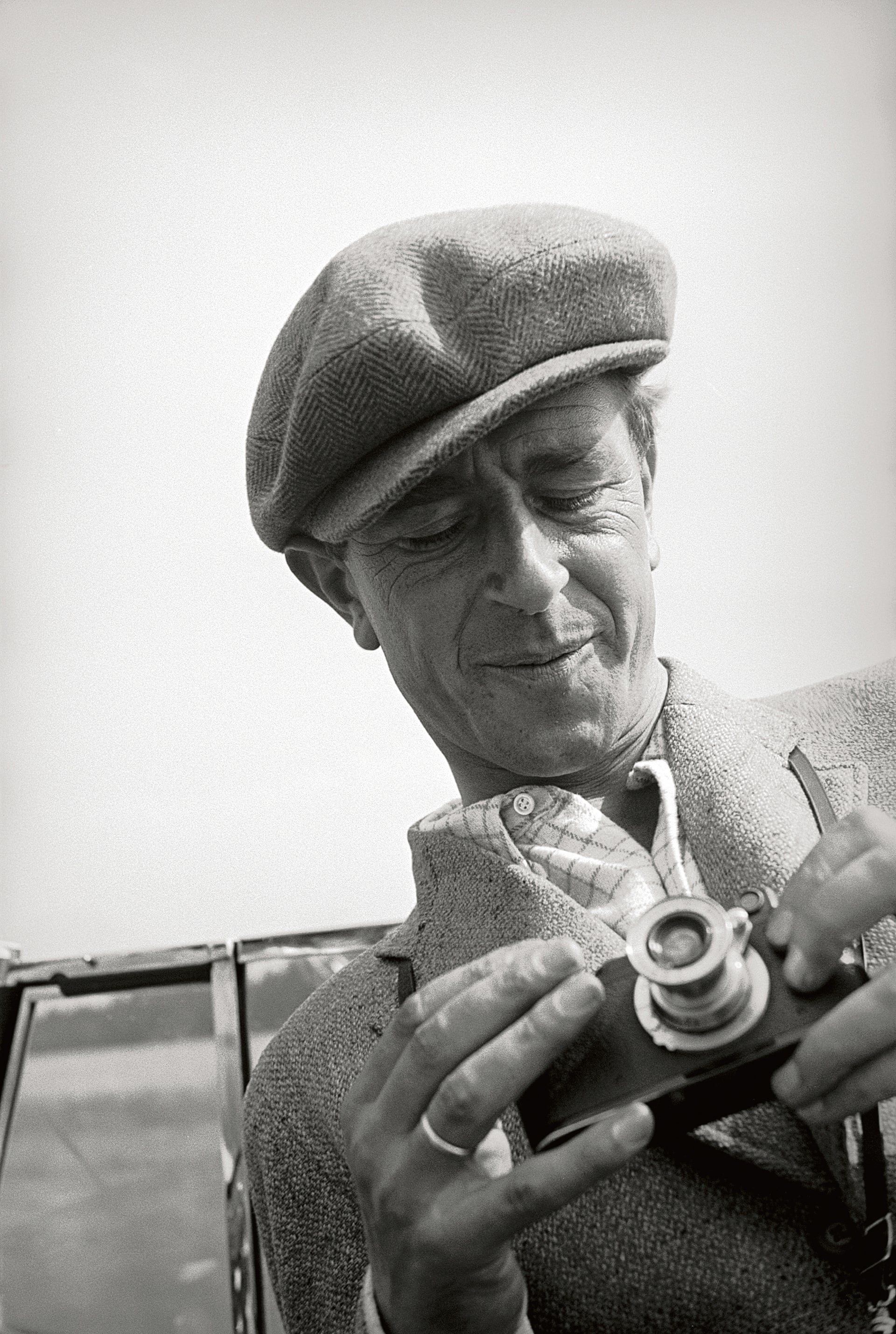
Alfred Tritschler, 1938